# Saison 2008-2009 de l'AS Saint-Étienne
Maillots
Chronologie
Saison précédente Saison suivante
Lors de la saison 2008-2009, l'AS Saint-Étienne participe à la Ligue 1 pour la 56e fois, à la Coupe de France, à la Coupe de la Ligue ainsi qu'à la Coupe UEFA pour la 5e fois. Il s'agit de la première participation du club à une coupe d'Europe (hors Intertoto) depuis la saison 1982/1983.
Cette saison marque également le 75e anniversaire du club, fondé en 1933.

## Résumé de la saison
Octobre et début novembre sont des mois noirs pour le championnat : les verts, qui restaient sur 7 points pris sur 9, enchaînent 5 défaites de rang, dont trois à domicile et deux contre des promus... Cette série de 5 défaites consécutives est la première depuis 54 ans, et une série de 5 perdus entre le 5 décembre 1954 et le 9 janvier 1955. Elle conduit à la nomination de Damien Comolli le 9 novembre comme directeur sportif, au limogeage le lendemain de l'entraîneur de l'équipe première en place depuis juin 2007, Laurent Roussey, et à la nomination au poste d'entraîneur d'Alain Perrin le 12 novembre. Les verts perdront encore deux autres matchs sous la direction d'Alain Perrin, portant à sept le nombre de défaites consécutives. C'est une triste première pour l'ASSE en 75 ans d'existence.
Le club retrouve cette saison la coupe de l'UEFA en 2008 après 26 ans d'absence grâce à une saison 2008 terminée à la cinquième place.
Les verts gagnent leur premier match face aux israéliens de l'Hapoël Tel-Aviv pour ce grand retour, puis se qualifient pour les seizièmes de finale en terminant 1er de leur groupe, devant Valence et Copenhague (Copenhague 1-3 ASSE, ASSE 3-0 Rosenborg, Bruges 1-1 ASSE, ASSE 2-2 Valence). Ils affrontent l'Olympiakos Le Pirée en 1/16e de finales et par deux victoires (3-1 à l'extérieur et 2-1 à domicile) l'ASSE se qualifie sans problème pour les huitièmes de finale où finalement l'aventure stéphanoise prendra fin face au club allemand du Werder Brême. En effet, l'ASSE perd à l'aller en Allemagne (1-0 but de Naldo) et le nul 2-2 dans le Chaudron sera insuffisant au retour.
Brillants en Coupe d'Europe, les stéphanois enregistrent bien des déboires en championnat. Trois jours avant de recevoir Brême, les verts sont ainsi 18e au classement. Alain Perrin, qui par ses paroles met en seconde zone la coupe de l'UEFA, a peut-être pesé dans le jeu stéphanois. L'ASSE eut beaucoup de difficultés à se remettre de cette défaite et perdit dans la foulée le match de championnat contre Lorient (Lorient-ASSE : 3-1). La suite de la saison est à l'image de ces mésaventures : l'équipe stéphanoise est souvent pâle, victime de manque de concentration, de malchance, et d'un état d'esprit collectif très défaillant (on enregistre plusieurs bagarres entre joueurs à l'entraînement, incluant des cadres de l'équipe, comme Tavlaridis et Ilan par exemple !).
Le maintien semble bien compromis au soir de l'avant-dernière journée après un 20e défaite en championnat à Auxerre : les stéphanois sont 18e et doivent pour se sauver gagner contre Valenciennes lors de l'ultime journée, tout est espérant un faux pas de la part de ses concurrents : Caen, Sochaux ou Le Mans. Grâce à leur victoire face à Valenciennes à domicile (4-0), et à la défaite de Caen face à Bordeaux (0-1), les Verts se maintiennent in extremis dans l'élite lors de cette ultime rencontre. Ils terminent premiers non-relégables. C'est le pire classement du club depuis la remontée en Ligue 1 en 2004.

## Mercato d'Été
| Nom               | Nationalité   | Date     | Montant                  | Contrat av. vente/ap. achat | Type                     | Ancien/Nouveau club          |
| Arrivées          |               |          |                          |                             |                          |                              |
| Daisuke Matsui    | Japon         | 20/05/08 | 0 €                      | Juin 2011                   | TD - Libre               | Le Mans UC 72 (L1)           |
| Helton Dos Reis   | France        | 20/05/08 | 0 €                      | ?                           | TD - Libre               | FC Gueugnon (National)       |
| David Sauget      | France        | 27/05/08 | 0 €                      | Juin 2011                   | TD - Libre               | AS Nancy (L1)                |
| Yohan Hautcœur    | France        | 30/06/08 | 0 €                      | Juin 2010                   | Retour prêt              | FC Lorient (L1)              |
| Samy Houri        | France        | 30/06/08 | 0 €                      | ?                           | Retour prêt              | Paris FC (National)          |
| Stéphen Vincent   | France        | 30/06/08 | 0 €                      | ?                           | Retour prêt              | FC Gueugnon (National)       |
| Daniel Bilos      | Argentine     | 30/06/08 | 0 €                      | Juin 2009                   | Retour prêt              | San Lorenzo (Argentine)      |
| Sébastien Grax    | France        | 01/07/08 | 2 000 000 €              | Juin 2011                   | Transfert Définitif      | FC Sochaux (L1)              |
| Paulo Machado     | Portugal      | 09/07/08 | 0 €                      | Juin 2009                   | Prêt                     | FC Porto (Portugal)          |
| Sylvain Monsoreau | France        | 01/08/08 | 2.250 000 €              | Juin 2011                   | Transfert Définitif      | AS Monaco (L1)               |
| Kevin Mirallas    | Belgique      | 01/09/08 | ? €                      | Juin 2012                   | Transfert Définitif      | LOSC Lille (L1)              |
| Alain Perrin      | France        | 12/11/08 | ? €                      | Juin 2011                   | Entraîneur               | Sans club                    |
| Départs           |               |          |                          |                             |                          |                              |
| Damien Perquis    | France        | 06/05/08 | 1 000 000 €              | Juin 2009                   | FC - Transfert Définitif | FC Sochaux (L1)              |
| Siaka Tiéné       | Côte d'Ivoire | 28/06/08 | 1 200 000 €              | Juin 2009                   | FC - Transfert Définitif | Valenciennes FC (L1)         |
| Rudolphe Douala   | Cameroun      | 30/06/08 | 0 €                      | Juin 2008                   | Fin de contrat           | PAE Asteras Tripolis (Grèce) |
| Lasse Nilsson     | Suède         | 05/07/08 | 0 €                      | Décembre 2008               | Prêt                     | IF Elfsborg (Suède)          |
| Fredy Guarín      | Colombie      | 11/07/08 | 3 000 000 €              | Juin 2011                   | Transfert définitif      | FC Porto (Portugal)          |
| Maodomalick Faye  | Sénégal       | 11/08/08 | 0 €                      | Juin 2009                   | Prêt                     | Tours FC (L2)                |
| Daniel Bilos      | Argentine     | 28/08/08 | 0 €                      | Juin 2009                   | Résiliation contrat      | ?                            |
| Jessy Moulin      | France        | 25/09/08 | 0 €                      | Juin 2009                   | Prêt                     | AC Arles (National)          |
| Pascal Feindouno  | Guinée        | 25/09/08 | 8 000 000 €              | Juin 2011                   | Transfert définitif      | Al Sadd Doha (Qatar)         |
| Nivaldo           | Brésil        | 25/09/08 | 8 000 000 €              | Juin 2011                   | Transfert définitif      | Al Sadd Doha (Qatar)         |
| Samy Houri        | France        | 01/10/08 | 0 €                      | Juin 2009                   | Prêt                     | AC Arles (National)          |
| Laurent Roussey   | France        | 10/11/08 | 1 200 000 € (indemnités) |                             | Limogeage                |                              |

## Effectif professionnel
Gardiens de but
| N° | Nom                      | Naissance                              | Nationalité sportive | Fin contrat |
| 1  | Jody Viviani             | 25 janvier 1982 à La Ciotat, France    | France               | Juin 2011   |
| 16 | Jérémie Janot            | 11 octobre 1977 à Valenciennes, France | France               | Juin 2011   |
| 40 | Pape Abdoulaye Coulibaly | 2 mars 1988 à Tassinere, Sénégal       | Sénégal              | Juin 2011   |

Défenseurs
| N° | Nom                   | Naissance                                | Nationalité sportive | Fin contrat |
| 2  | Cédric Varrault       | 30 janvier 1980 à Blois, France          | France               | Juin 2010   |
| 4  | Efstáthios Tavlarídis | 25 janvier 1980 à Serrès, Grèce          | Grèce                | Juin 2010   |
| 21 | Mouhamadou Dabo       | 28 novembre 1986 à Dakar, Sénégal        | France               | Juin 2010   |
| 23 | David Sauget          | 23 novembre 1979 à Champagnole, France   | France               | Juin 2011   |
| 26 | Moustapha Bayal Sall  | 30 novembre 1985 à Dakar, Sénégal        | Sénégal              | Juin 2011   |
| 28 | Yohan Benalouane      | 28 mars 1987 à Bagnols-sur-Cèze, France  | France               | Juin 2010   |
| 32 | Sylvain Monsoreau     | 20 mars 1981 à Saint-Cyr-l'École, France | France               | Juin 2012   |
| 33 | Yoann Andreu          | 3 mai 1989 à Bourg-en-Bresse, France     | France               | Juin 2012   |

Milieux de terrain
| N° | Nom                                         | Naissance                                | Nationalité sportive | Fin contrat        |
| 7  | Dimitri Payet                               | 29 mars 1987 à Saint-Pierre, France      | France               | Juin 2011          |
| 11 | Geoffrey Dernis                             | 24 décembre 1980 à Grande-Synthe, France | France               | Juin 2009          |
| 12 | Blaise Matuidi                              | 9 avril 1987 à Toulouse, France          | France               | Juin 2011          |
| 13 | Amine Linganzi                              | 16 novembre 1989 à Alger, Algérie        | Algérie              | Juin 2012          |
| 14 | Pascal Feindouno Parti au mois de septembre | 27 février 1981 à Conakry, Guinée        | Guinée               | Parti en septembre |
| 17 | Yohan Hautcœur                              | 30 octobre 1981 à Nantes, France         | France               | Juin 2010          |
| 19 | Christophe Landrin                          | 30 juin 1977 à Roubaix, France           | France               | Juin 2011          |
| 22 | Daisuke Matsui                              | 11 mai 1981 à Kyōto, Japon               | Japon                | Juin 2011          |
| 24 | Loïc Perrin                                 | 7 août 1985 à Saint-Étienne, France      | France               | Juin 2010          |
| 25 | Paulo Machado                               | 31 mars 1986 à Porto, Portugal           | Portugal             | Juin 2009          |
| 31 | Samy Houri                                  | 9 août 1985 à Asnières-sur-Seine, France | France               | Juin 2009          |

Attaquants
| N° | Nom              | Naissance                              | Nationalité sportive | Fin contrat |
| 5  | Sébastien Grax   | 23 juin 1984 au Creusot, France        | France               | Juin 2011   |
| 8  | Araujo Ilan      | 18 septembre 1980 à Curitiba, Brésil   | Brésil               | Juin 2010   |
| 9  | David Gigliotti  | 30 mai 1985 à Martigues, France        | France               | Juin 2010   |
| 10 | Kevin Mirallas   | 5 octobre 1987 à Liège, Belgique       | Belgique             | Juin 2012   |
| 18 | Bafétimbi Gomis  | 6 août 1985 à La Seyne-sur-Mer, France | France               | Juin 2012   |
| 29 | Emmanuel Rivière | 3 mars 1990 à Fort-de-France, France   | France               | Juin 2011   |
| 27 | Helton Dos Reis  | 1er mai 1988 à Lyon, France            | France               | Juin 2011   |

## Championnat
Calendrier Ligue 1 Orange 2008/2009.

### Matches aller
| Date       | N o | Adversaire             | Lieu | Résultat | Buteurs pour Saint-Étienne       | Points | Place |
| ---------- | --- | ---------------------- | ---- | -------- | -------------------------------- | ------ | ----- |
| 09/08/2008 | J01 | Valenciennes FC        | Ext. | 1 - 0    | -                                | 0      | 16    |
| 16/08/2008 | J02 | FC Sochaux-Montbéliard | Dom. | 2 - 1    | Matuidi 11e Feindouno 18e (pen.) | 3      | 8     |
| 31/08/2008 | J03 | Le Mans                | Ext. | 0 - 1    | -                                | 3      | 15    |
| 31/08/2008 | J04 | Lyon                   | Dom. | 0 - 1    | -                                | 3      | 18    |
| 14/09/2008 | J05 | SM Caen                | Ext. | 2 - 0    | -                                | 3      | 18    |
| 21/09/2008 | J06 | Paris SG               | Dom. | 1 - 0    | Dabo 14e                         | 6      | 16    |
| 28/09/2008 | J07 | Girondins de Bordeaux  | Ext. | 1 - 1    | Payet 27e                        | 7      | 15    |
| 03/10/2008 | J08 | Monaco                 | Dom. | 2 - 0    | Gomis 11e, Dernis 83e            | 10     | 13    |
| 18/10/2008 | J09 | FC Nantes              | Ext. | 1 - 0    | -                                | 10     | 13    |
| 26/10/2008 | J10 | Grenoble               | Dom. | 0 - 2    | -                                | 10     | 14    |
| 29/10/2008 | J11 | FC Lorient             | Dom. | 1 - 4    | Gomis 32e                        | 10     | 16    |
| 01/11/2008 | J12 | Olympique de Marseille | Ext. | 1 - 3    | Gomis 22e                        | 10     | 17    |
| 09/11/2008 | J13 | Stade rennais          | Dom. | 0 - 3    | -                                | 10     | 18    |
| 15/11/2008 | J14 | Lille OSC              | Ext. | 3 - 0    | -                                | 10     | 18    |
| 22/11/2008 | J15 | OGC Nice               | Dom. | 0 - 1    | -                                | 10     | 20    |
| 30/11/2008 | J16 | AS Nancy-Lorraine      | Ext. | 1 - 2    | Machado 8e, Gigliotti 43e        | 13     | 17    |
| 06/12/2008 | J17 | Le Havre               | Dom. | 2 - 0    | Payet 75e, Gomis 80e             | 16     | 17    |
| 13/12/2008 | J18 | Toulouse FC            | Ext. | 3 - 1    | Machado 37e                      | 16     | 17    |
| 20/12/2008 | J19 | Auxerre                | Dom. | 2 - 0    | Machado 11e, Gomis 88e           | 19     | 17    |

#### Matchs retour
| Date       | N o | Adversaire             | Lieu | Résultat | Buteurs pour Saint-Étienne                      | Points | Place |
| ---------- | --- | ---------------------- | ---- | -------- | ----------------------------------------------- | ------ | ----- |
| 10/01/2009 | J20 | FC Sochaux-Montbéliard | Ext. | 1 - 0    | -                                               | 19     | 17    |
| 17/01/2009 | J21 | Le Mans                | Dom. | 1 - 1    | Gomis 54e                                       | 20     | 17    |
| 01/02/2009 | J22 | Lyon                   | Ext. | 1 - 1    | Mirallas 49e                                    | 21     | 18    |
| 07/02/2009 | J23 | SM Caen                | Dom. | 3 - 2    | Gomis 63e, Ilan 67e 71e                         | 24     | 17    |
| 14/02/2009 | J24 | Paris SG               | Ext. | 1 - 0    | Payet 33e                                       | 24     | 18    |
| 22/02/2009 | J25 | Girondins de Bordeaux  | Dom. | 1 - 1    | Matuidi 54e                                     | 25     | 18    |
| 01/03/2009 | J26 | Monaco                 | Ext. | 2 - 2    | Payet 26e, Matsui 61e                           | 26     | 19    |
| 08/03/2009 | J27 | FC Nantes              | Dom. | 2 - 1    | Ilan 12e 31e                                    | 29     | 17    |
| 15/03/2009 | J28 | Grenoble               | Ext. | 0 - 1    | -                                               | 29     | 18    |
| 22/03/2009 | J29 | FC Lorient             | Ext. | 1 - 3    | Benalouane 39e                                  | 29     | 18    |
| 05/04/2009 | J30 | Olympique de Marseille | Dom. | 0 - 3    | -                                               | 29     | 18    |
| 11/04/2009 | J31 | Stade rennais          | Ext. | 0 - 1    | -                                               | 29     | 19    |
| 18/04/2009 | J32 | Lille OSC              | Dom. | 2 - 1    | Ilan 51e, Gomis 66e                             | 32     | 18    |
| 26/04/2009 | J33 | OGC Nice               | Ext. | 3 - 1    | Ilan 90+4e                                      | 32     | 18    |
| 02/05/2009 | J34 | AS Nancy-Lorraine      | Dom. | 0 - 0    | -                                               | 33     | 19    |
| 13/05/2009 | J35 | Le Havre               | Ext. | 4 - 2    | Ilan 4e, Bayal 47e, Mirallas 69e, Rivière 90+2e | 36     | 17    |
| 16/05/2009 | J36 | Toulouse FC            | Dom. | 2 - 2    | Bayal 34e, Ilan 73e (pen.)                      | 37     | 17    |
| 23/05/2009 | J37 | Auxerre                | Ext. | 1 - 0    | -                                               | 37     | 18    |
| 30/05/2009 | J38 | Valenciennes FC        | Dom. | 4 - 0    | Ilan 10e, Gomis 53e 57e, Mirallas 67e           | 40     | 17    |

### Classement final
| Rang | Équipe                 | Pts | J  | G  | N  | P  | Bp | Bc | Diff |
| ---- | ---------------------- | --- | -- | -- | -- | -- | -- | -- | ---- |
| 1    | Girondins de Bordeaux  | 80  | 38 | 24 | 8  | 6  | 64 | 34 | +30  |
| 2    | Olympique de Marseille | 77  | 38 | 22 | 11 | 5  | 67 | 35 | +32  |
| 3    | Olympique lyonnais (T) | 71  | 38 | 20 | 11 | 7  | 52 | 29 | +23  |
| 4    | Toulouse FC            | 64  | 38 | 16 | 16 | 6  | 45 | 27 | +18  |
| 5    | LOSC Lille             | 64  | 38 | 17 | 13 | 8  | 51 | 39 | +12  |
| 6    | Paris SG               | 64  | 38 | 19 | 7  | 12 | 49 | 38 | +11  |
| 7    | Stade rennais          | 61  | 38 | 15 | 16 | 7  | 42 | 34 | +8   |
| 8    | AJ Auxerre             | 55  | 38 | 16 | 7  | 15 | 35 | 35 | 0    |
| 9    | OGC Nice               | 50  | 38 | 13 | 11 | 14 | 40 | 41 | -1   |
| 10   | FC Lorient             | 45  | 38 | 10 | 15 | 13 | 47 | 47 | 0    |
| 11   | AS Monaco              | 45  | 38 | 11 | 12 | 15 | 41 | 45 | -4   |
| 12   | Valenciennes FC        | 44  | 38 | 10 | 14 | 14 | 35 | 42 | -7   |
| 13   | Grenoble Foot 38 (P)   | 44  | 38 | 10 | 14 | 14 | 24 | 37 | -13  |
| 14   | FC Sochaux-Montbéliard | 42  | 38 | 10 | 12 | 16 | 40 | 48 | -8   |
| 15   | AS Nancy-Lorraine      | 42  | 38 | 10 | 12 | 16 | 38 | 47 | -9   |
| 16   | Le Mans UC 72          | 40  | 38 | 10 | 10 | 18 | 43 | 54 | -11  |
| 17   | AS Saint-Étienne       | 40  | 38 | 11 | 7  | 20 | 40 | 56 | -16  |
| 18   | SM Caen                | 37  | 38 | 8  | 13 | 17 | 42 | 49 | -7   |
| 19   | FC Nantes (P)          | 37  | 38 | 9  | 10 | 19 | 33 | 54 | -21  |
| 20   | Le Havre AC (P)        | 26  | 38 | 7  | 5  | 26 | 30 | 67 | -37  |

Légende :
- Ligue des champions 2009-2010, phase de groupes : 1er et 2e
- Ligue des champions 2009-2010, tour de barrages : 3e
- Ligue Europa 2009-2010, tour de barrages : 4e
- Ligue Europa 2009-2010, 3e tour de qualification : 5e[27]
- Ligue 2 (relégation) : 18e, 19e, 20e

P = Promus de Ligue 2 en 2008 
T = Tenant du titre 2008

## Coupe de France
| Date       | N o         | Adversaire | Lieu | Résultat | Buteurs pour Saint-Étienne | Suite                          |
| ---------- | ----------- | ---------- | ---- | -------- | -------------------------- | ------------------------------ |
| 03/01/2009 | 1/32e de f. | Bordeaux   | Ext. | 0 - 1    | Gomis 72e                  | Qualifiés pour les 1/16e de f. |
| 24/01/2009 | 1/16e de f. | Rennes     | Ext. | 2 - 0    | -                          | Éliminés                       |

## Coupe de la Ligue
Pour la seconde saison consécutive, les Verts quittent la Coupe de la Ligue dès leur entrée en lice en 16e de finale bien que l'un des objectifs du club était de remporter une des coupes dans lesquelles le club est engagé. Ce match, situé au milieu d'une série de 7 matchs en 3 semaines, a été l'occasion pour l'entraîneur de faire tourner son effectif. Hélas pour les Verts, les Guingampais, bien qu'alors lanterne rouge de Ligue 2, ont largement dominé ce match et l'ont emporté logiquement.
| Date       | N o         | Adversaire | Lieu | Résultat | Buteurs pour Saint-Étienne | Suite    |
| ---------- | ----------- | ---------- | ---- | -------- | -------------------------- | -------- |
| 24/09/2008 | 1/16e de f. | Guingamp   | Ext. | 4 - 1    | Gomis 83e                  | Éliminés |

## Coupe de l'UEFA
| Date       | N o                  | Adversaire          | Lieu | Résultat | Buteurs pour Saint-Étienne                   | Suite                             |
| ---------- | -------------------- | ------------------- | ---- | -------- | -------------------------------------------- | --------------------------------- |
| 18/09/2008 | 1er tour aller       | Hapoël Tel-Aviv     | Ext. | 1 - 2    | Payet 7e, Feindouno 60e                      | -                                 |
| 02/10/2008 | 1er tour retour      | Hapoël Tel-Aviv     | Dom. | 2 - 1    | Gomis 25e, 76e                               | Qualifiés pour la phase de poules |
| 23/10/2008 | Poule G/J1           | FC Copenhague       | Ext. | 1 - 3    | Gomis 3e, Perrin 37e, Payet 65e              | -                                 |
| 06/11/2008 | Poule G/J2           | Rosenborg           | Dom. | 3 - 0    | Ilan 59e, Machado 63e, Mirallas 76e          | -                                 |
| 27/11/2008 | Poule G/J3           | FC Bruges           | Ext. | 1 - 1    | Gigliotti 44e                                | -                                 |
| 17/12/2008 | Poule G/J5           | Valence CF          | Dom. | 2 - 2    | Ilan 30e 43e                                 | Qualifiés pour les 16e de finale  |
| 18/02/2009 | 16e de finale aller  | Olympiakos Le Pirée | Ext. | 1 - 3    | Ilan 12e · Geoffrey Dernis 43e · Gomis 90+1e | -                                 |
| 26/02/2009 | 16e de finale retour | Olympiakos Le Pirée | Dom. | 2 - 1    | Payet 41e · Ilan 58e                         | Qualifiés pour les 8e de finale   |
| 12/03/2009 | 8e de finale aller   | Werder Brême        | Ext. | 1 - 0    | -                                            | -                                 |
| 18/03/2009 | 8e de finale retour  | Werder Brême        | Dom. | 2 - 2    | Benalouane 64e · Grax 90+2e                  | Éliminés                          |

## Statistiques individuelles

### Statistiques buteurs
| Place | Nom              | Ligue 1 | Coupe de France | Coupe de la Ligue | Coupe de l’UEFA | TOTAL des BUTS |
| 1     | Bafétimbi Gomis  | 10 buts | 1 but           | 1 but             | 4 buts          | 16 buts        |
| 2     | Ilan             | 9 buts  | -               | -                 | 5 buts          | 14 buts        |
| 3     | Dimitri Payet    | 4 buts  | -               | -                 | 3 buts          | 7 buts         |
| 4     | Kevin Mirallas   | 3 buts  | -               | -                 | 1 but           | 4 buts         |
| 4     | Paulo Machado    | 3 buts  | -               | -                 | 1 but           | 4 buts         |
| 6     | Blaise Matuidi   | 2 buts  | -               | -                 | -               | 2 buts         |
| 6     | Moustapha Bayal  | 2 buts  | -               | -                 | -               | 2 buts         |
| 6     | Pascal Feindouno | 1 but   | -               | -                 | 1 but           | 2 buts         |
| 6     | Geoffrey Dernis  | 1 but   | -               | -                 | 1 but           | 2 buts         |
| 6     | David Gigliotti  | 1 but   | -               | -                 | 1 but           | 2 buts         |
| 6     | Yohan Benalouane | 1 but   | -               | -                 | 1 but           | 2 buts         |
| 12    | Mouhamadou Dabo  | 1 but   | -               | -                 | -               | 1 but          |
| 12    | Daisuke Matsui   | 1 but   | -               | -                 | -               | 1 but          |
| 12    | Loïc Perrin      | 1 but   | -               | -                 | -               | 1 but          |
| 12    | Emmanuel Rivière | 1 but   | -               | -                 | -               | 1 but          |
| 12    | Sébastien Grax   | 1 but   | -               | -                 | -               | 1 but          |
| Total | 16 buteurs       | 40 buts | 1 but           | 1 but             | 20 buts         | 62 buts        |

Date de mise à jour : le 12 juillet 2014.

### Statistiques passeurs
| Place | Nom                  | Ligue 1   | Coupe de France | Coupe de la Ligue | Coupe de l’UEFA | TOTAL des PASSES |
| 1     | Dimitri Payet        | 4 passes  | -               | -                 | 4 passes        | 8 passes         |
| 2     | Bafétimbi Gomis      | 4 passes  | -               | -                 | 2 passes        | 6 passes         |
| 3     | Kevin Mirallas       | 4 passes  | -               | -                 | -               | 4 passes         |
| 4     | Blaise Matuidi       | 1 passe   | -               | -                 | 1 passe         | 2 passes         |
| 4     | Cédric Varrault      | -         | -               | 1 passe           | 1 passe         | 2 passes         |
| 4     | Geoffrey Dernis      | 1 passe   | -               | -                 | 1 passe         | 2 passes         |
| 7     | Moustapha Bayal Sall | 1 passe   | -               | -                 | -               | 1 passe          |
| 7     | Christophe Landrin   | 1 passe   | -               | -                 | -               | 1 passe          |
| 7     | Loïc Perrin          | 1 passe   | -               | -                 | -               | 1 passe          |
| 7     | David Gigliotti      | 1 passe   | -               | -                 | -               | 1 passe          |
| 7     | Pascal Feindouno     | -         | -               | -                 | 1 passe         | 1 passe          |
| 7     | Yohan Benalouane     | -         | -               | -                 | 1 passe         | 1 passe          |
| 7     | Daisuke Matsui       | -         | -               | -                 | 1 passe         | 1 passe          |
| Total | 13 passeurs          | 18 passes | -               | 1 passe           | 12 passes       | 31 passes        |

Date de mise à jour : le 12 juillet 2014.

### Statistiques cartons jaunes
| Place | Nom                   | Ligue 1    | Coupe de France | Coupe de la Ligue | Coupe de l’UEFA | TOTAL des CARTONS JAUNES |
| 1     | Yohan Benalouane      | 10 cartons | -               | 1 cartons         | 1 carton        | 12 cartons               |
| 1     | Efstáthios Tavlarídis | 9 cartons  | -               | -                 | 3 cartons       | 12 cartons               |
| 3     | Daisuke Matsui        | 4 cartons  | -               | -                 | 1 carton        | 5 cartons                |
| 3     | Cédric Varrault       | 3 cartons  | -               | -                 | 2 cartons       | 5 cartons                |
| 3     | Moustapha Bayal Sall  | 2 cartons  | 1 carton        | -                 | 2 cartons       | 5 cartons                |
| 6     | Kevin Mirallas        | 4 cartons  | -               | -                 | -               | 4 cartons                |
| 6     | Christophe Landrin    | 4 cartons  | -               | -                 | -               | 4 cartons                |
| 6     | Blaise Matuidi        | 3 cartons  | -               | 1 carton          | -               | 4 cartons                |
| 6     | Geoffrey Dernis       | 3 cartons  | -               | -                 | 1 carton        | 4 cartons                |
| 10    | David Gigliotti       | 3 cartons  | -               | -                 | -               | 3 cartons                |
| 10    | Araujo Ilan           | 3 cartons  | -               | -                 | -               | 3 cartons                |
| 10    | Mouhamadou Dabo       | 1 carton   | -               | -                 | 2 cartons       | 3 cartons                |
| 13    | Yoann Andreu          | 2 cartons  | -               | -                 | -               | 2 cartons                |
| 13    | Paulo Machado         | 1 carton   | -               | -                 | 1 carton        | 2 cartons                |
| 13    | Sylvain Monsoreau     | 1 carton   | -               | -                 | 1 carton        | 2 cartons                |
| 13    | Loïc Perrin           | 1 carton   | -               | -                 | 1 carton        | 2 cartons                |
| 17    | Pascal Feindouno      | 1 carton   | -               | -                 | -               | 1 carton                 |
| 17    | Amine Linganzi        | 1 carton   | -               | -                 | -               | 1 carton                 |
| 17    | Sébastien Grax        | 1 carton   | -               | -                 | -               | 1 carton                 |
| 17    | Yohan Hautcœur        | 1 carton   | -               | -                 | -               | 1 carton                 |
| 17    | Bafétimbi Gomis       | 1 carton   | -               | -                 | -               | 1 carton                 |
| 17    | Emmanuel Rivière      | 1 carton   | -               | -                 | -               | 1 carton                 |
| 17    | Dimitri Payet         | 1 carton   | -               | -                 | -               | 1 carton                 |
| Total | 24 joueurs avertis    | 61 cartons | 1 carton        | 2 cartons         | 15 cartons      | 79 cartons               |

Date de mise à jour : le 7 août 2014.

### Statistiques cartons rouges
| Place | Nom                   | Ligue 1    | TOTAL des CARTONS ROUGES |
| 1     | Blaise Matuidi        | 1 carton   | 1 expulsion              |
| 2     | Efstáthios Tavlarídis | 1 carton   | 1 expulsion              |
| 2     | Total                 | 2 expulsés | 2 expulsions             |

Date de mise à jour : le 7 août 2014.

### Affluence
Malgré une saison stressante et compliquée niveau comptable, le public a toujours bien présent à Geoffroy-Guichard. En témoigne l’assistance qui a dépassé à 8 reprises (sur 19) les 30 000 personnes au stade.
Date de mise à jour : le 7 août 2014.

## Joueurs en sélection nationale

### Équipe de France
Aucun stéphanois n’a été appelé en Équipe de France cette saison.
Par contre, 4 jeunes ont été sélectionnés avec les Espoirs. Blaise Matuidi a 5 sélections, Mouhamadou Dabo en a 4, tandis que Dimitri Payet et Yohan Benalouane en comptent une.
| Joueurs          | Position  | Date       | Adversaire | Score | But | Temps de jeu |
| Blaise Matuidi   | Milieu    | 19.08.2008 | Slovaquie  | 2 - 2 | -   | 90           |
| Blaise Matuidi   | Milieu    | 05.09.2008 | Malte      | 5 - 0 | -   | 79           |
| Blaise Matuidi   | Milieu    | 09.09.2008 | Bosnie     | 1 - 0 | -   | 67           |
| Blaise Matuidi   | Milieu    | 10.10.2008 | Allemagne  | 1 - 1 | -   | 90           |
| Blaise Matuidi   | Milieu    | 15.10.2008 | Allemagne  | 1 - 0 | -   | 90           |
| Mouhamadou Dabo  | Défenseur | 19.08.2008 | Slovaquie  | 2 - 2 | -   | 45           |
| Mouhamadou Dabo  | Défenseur | 09.09.2008 | Bosnie     | 1 - 0 | -   | 90           |
| Mouhamadou Dabo  | Défenseur | 10.10.2008 | Allemagne  | 1 - 1 | -   | 90           |
| Mouhamadou Dabo  | Défenseur | 15.10.2008 | Allemagne  | 1 - 0 | -   | 90           |
| Yohan Benalouane | Défenseur | 15.10.2008 | Allemagne  | 1 - 0 | -   | 69           |
| Dimitri Payet    | Milieu    | 19.08.2008 | Slovaquie  | 2 - 2 | -   | 82           |

### Sélections étrangères
| Nom                  | Éliminatoires CM ou CAN | Éliminatoires CM ou CAN | Éliminatoires CM ou CAN | Éliminatoires CM ou CAN | Matchs amicaux | Matchs amicaux | Matchs amicaux | Matchs amicaux | Total | Total       | Total  | Total        |
| Nom                  | MJ                      | But inscrit             | Averti                  | Carton rouge            | MJ             | But inscrit    | Averti         | Carton rouge   | MJ    | But inscrit | Averti | Carton rouge |
| -------------------- | ----------------------- | ----------------------- | ----------------------- | ----------------------- | -------------- | -------------- | -------------- | -------------- | ----- | ----------- | ------ | ------------ |
| Pascal Feindouno     | 1                       | 0                       | 0                       | 0                       | 2              | 0              | 0              | 0              | 3     | 0           | 0      | 0            |
| Daisuke Matsui       | 6                       | 0                       | 0                       | 0                       | 0              | 0              | 0              | 0              | 6     | 0           | 0      | 0            |
| Kevin Mirallas       | 2                       | 0                       | 0                       | 0                       | 2              | 1              | 0              | 0              | 4     | 1           | 0      | 0            |
| Moustapha Bayal Sall | 0                       | 0                       | 0                       | 0                       | 2              | 0              | 1              | 0              | 2     | 0           | 1      | 0            |